# Megachile bernardinensis
Megachile bernardinensis är en biart som beskrevs av Embrik Strand 1910. Megachile bernardinensis ingår i släktet tapetserarbin, och familjen buksamlarbin. Inga underarter finns listade i Catalogue of Life.